# Ladies' Code
Ladies' Code (hangul: 레이디스 코드) er en sydkoreansk pigegruppe oprettet 2013 af Polaris Entertainment.
Gruppen bestod oprindeligt af fem medlemmer men består nu af de tre medlemmer Sojung, Ashley og Zuny.

## Historie

### Bad Girl
Gruppen gjorde sin debut med "Bad Girl" den 7. marts 2013 i programmet M Countdown, og samme dag blev deres første album CODE#01 udgivet. "Bad Girl" nåede en 34 plads på Gaon Chart, og sangens musikvideo nåede mere end en million visninger på YouTube.

### Hate You
Den 6. august 2013 gjorde gruppen comeback med sin nye single "Hate You". Samtidig fik den sin første reklamekontrakt om at blive modeller i en reklamefilm for Pepsi. "Hate You" debuterede på en 13 plads på Gaon Chart den 10. august, og videoen nåede mere end en million visninger på Youtube.

### Pretty Pretty
Den 20. august 2013 kom det frem, at gruppen inden for kort tid ville udgive sit andet minialbum CODE#02, samt den nye single "Pretty Pretty". I forhold til den kort tid før udgivne "Hate You" havde det nye materiale et lysere koncept. Teaserbilleder forud for udgivelsen påmindede til vis grad om Ailees hitsang "I'll Show You". Den første teaservideo offentliggjordes den 28. august og antydede, at det ville være en tempomelodi. Den første teaser for musikvideoen til "Pretty Pretty" blev offentliggjort den 1. september, og hele videoen havde premiere den 4. september. Videoen blev set mere end en million gange på YouTube. Den mandlige sanger, som medvirker i sangen, er Yang Dong-geun. Det nye minialbum udkom dagen efter den 5. september og var produceret af Super Changddai, som tidligere også havde stået for gruppens debutsingle "Bad Girl". Pladen indeholder totalt 5 sange og inkluderer både "Hate You" og "Pretty Pretty", samt den en instrumental version af sidstnævnte sang. Også to nye sange med titlerne "Polaris Club" og "I'm Fine Thank You" findes med på albummet. Gruppen gjorde sin første liveoptræden efter sit comeback med "Pretty Pretty" den 5. september i M! Countdown. De fortsatte med at markedsføre singlen ved optrædener i Music Bank den 6. september, Show! Music Core den 7. september og Inkigayo den 8. september. Den uge, som sluttede den 7. september, nåede "Pretty Pretty" en 34 plads på Gaon Charts singleliste og CODE#02 en 14 plads på Gaon Charts albumliste.

### Bilulykke
Den 3. september 2014 døde Go Eunbi (EunB) efter en bilulykke, og fire dage efter, den 7. september 2014, døde også Rise efter at have gennemgået flere operationer. Begivenheden medførte et længere afbræk i gruppens karriere, men det blev besluttet af fortsætte med de tilbageværende medlemmer.

## Medlemmer

### Nuværende
| Artistnavn   | Artistnavn | Egentlige navn | Egentlige navn | Fødselsdato                                   | Medlemstid |
| Romanisering | Hangul     | Romanisering   | Hangul         | Fødselsdato                                   | Medlemstid |
| Nuværende    | Nuværende  | Nuværende      | Nuværende      | Nuværende                                     | Nuværende  |
| ------------ | ---------- | -------------- | -------------- | --------------------------------------------- | ---------- |
| Ashley       | 애슐리     | Choi Bit-na    | 최빛나         | 33                                            | 2013-i dag |
| Sojung       | 소정       | Lee So-jung    | 이소정         | 31                                            | 2013-i dag |
| Zuny         | 주니       | Kim Joo-mi     | 김주미         | 30                                            | 2013-i dag |
| Tidligere    |            |                |                |                                               |            |
| EunB         | 은비       | Go Eun-bi      | 고은비         | 23. november 1992 † 3. september 2014 (21 år) | 2013-2014  |
| Rise         | 리세       | Kwon Ri-se     | 권리세         | 16. august 1991 † 7. september 2014 (23 år)   | 2013-2014  |

## Diskografi

### Album
| Albuminformation                                              | Topplacering            |
| Albuminformation                                              | Sydkorea · (Gaon Chart) |
| ------------------------------------------------------------- | ----------------------- |
| Code#01 Bad Girl (EP-plade) - Udgivet: 7. marts 2013          | 11                      |
| Code#02 Pretty Pretty (EP-plade) - Udgivet: 6. september 2013 | 14                      |
| Kiss Kiss (Singlealbum) - Udgivet: 7. august 2014             | 4                       |
| Myst3ry (Singlealbum) - Udgivet: 24. februar 2016             | 14                      |
| Strang3r (EP-plade) - Udgivet: 13. oktober 2016               | 16                      |

### Singler
| År   | Titel                         | Topplacering            |
| År   | Titel                         | Sydkorea · (Gaon Chart) |
| ---- | ----------------------------- | ----------------------- |
| 2013 | "Bad Girl"                    | 34                      |
| 2013 | "Hate You"                    | 13                      |
| 2013 | "Pretty Pretty"               | 16                      |
| 2014 | "So Wonderful"                | 14                      |
| 2014 | "Kiss Kiss"                   | 50                      |
| 2014 | "I'm Fine Thank You"          | 3                       |
| 2015 | "I'll Smile Even If It Hurts" | 18                      |
| 2016 | "Galaxy"                      | 36                      |
| 2016 | "The Rain"                    | —                       |